# Seligeriaceae
Seligeriaceae là một họ của Rêu trong phân lớp Dicranidae.